# Oslnění
Vyskytují-li se v zorném poli oka příliš velké jasy, jejich rozdíly nebo prostorové či časové kontrasty jasů, které překračují adaptabilitu zraku, vzniká oslnění. Při oslnění nastává ztížená činnost zrakového systému. Ve fotografii se nazývají odlesky nebo přeexponovaná místa („přepaly“).
Oslnění můžeme rozdělit na oslnění přímé či odrazem. Mezi další typy oslnění můžeme řadit: přechodové oslnění, ke kterému dochází při náhlé změně adaptačního jasu, či závojové, ke kterému dochází, je-li před pozorovaným pozadím prostředí s vyšším jasem (např. při mlze před světlomety). Dalším typem je oslnění kontrastem způsobené tím, že se v zorném poli vyskytnou jasy příliš vysoké v porovnání s jasem, na který je zrak adaptován.

## Hodnocení oslnění
Hodnocení oslnění v interiérech se zaměřuje na přímé oslnění. Nejpoužívanějším způsobem, který hodnotí oslnění je založen na výpočtu indexu oslnění z různě modifikovaného empirického vzorce. Vzorec vychází z úvahy, že stupeň oslnění je tím vyšší, čím je vyšší jas oslňujícího světelného zdroje Lz a čím větší je prostorový úhel {\displaystyle \Phi }, pod nímž je zdroj vidět; a naopak stupeň oslnění klesá s rostoucím průměrným jasem pozadí Lp (adaptačním jasem). Nejčastěji se pak používá systém UGR (unified glare rating), který je i doporučen Mezinárodní komisí pro osvětlování (CIE). Pro n oslňujících zdrojů pak má vzorec tvar:
{\displaystyle UGR=8log|{\frac {1}{4}}\sum _{i=1}^{n}{\frac {L_{zi}^{2}\Omega _{i}}{L_{p}P_{i}^{2}}}|}, (-; cd/m2, sr, cd/m2, -),
kde P je činitel charakterizující vliv polohy oslňujícího zdroje. S činitelem oslnění UGR se pracuje i v platné normě ČSN EN 12464-1.
Mimo UGR existují i další systémy hodnocení oslnění. Např. dřívější německý systém oslnění podle DIN 5035, který umožňuje hodnotit globálně celou osvětlovací soustavu.

## Příklady

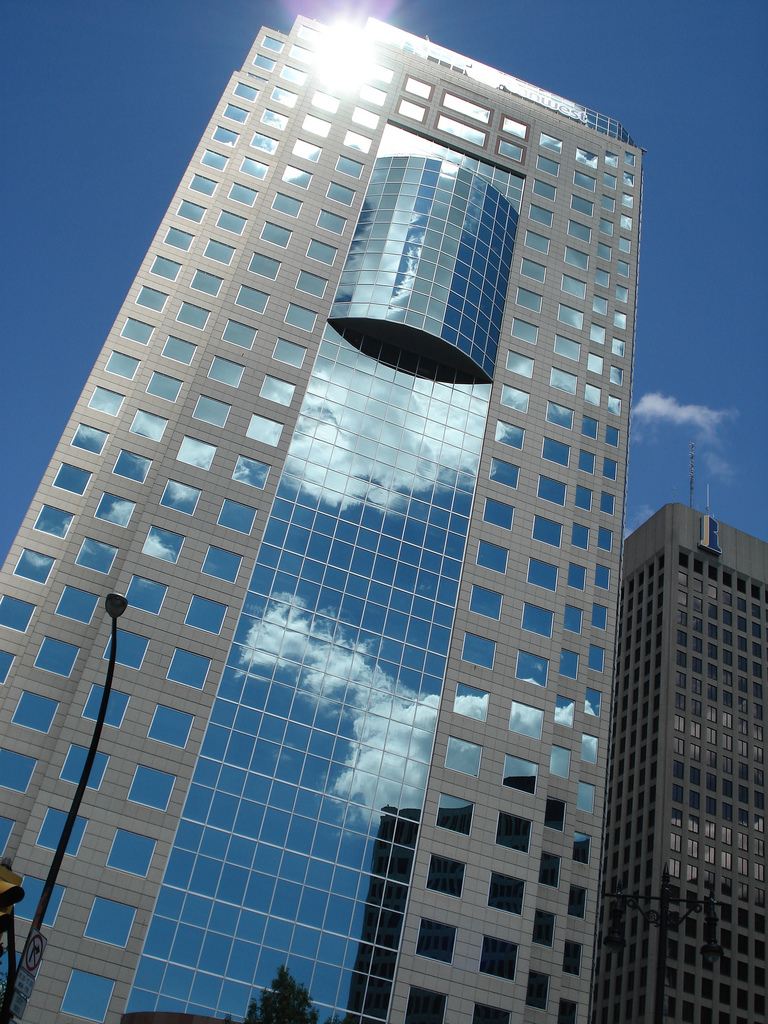
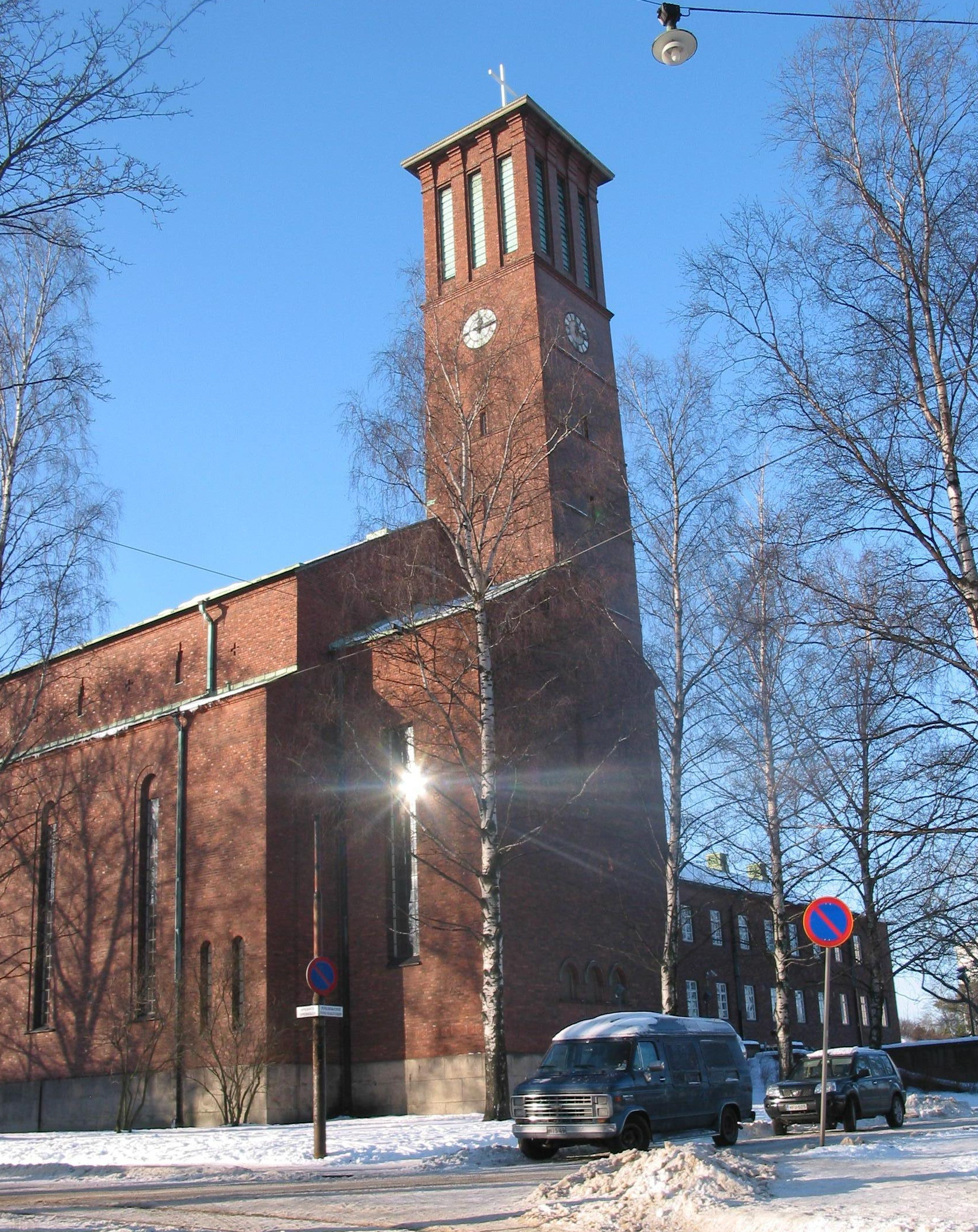
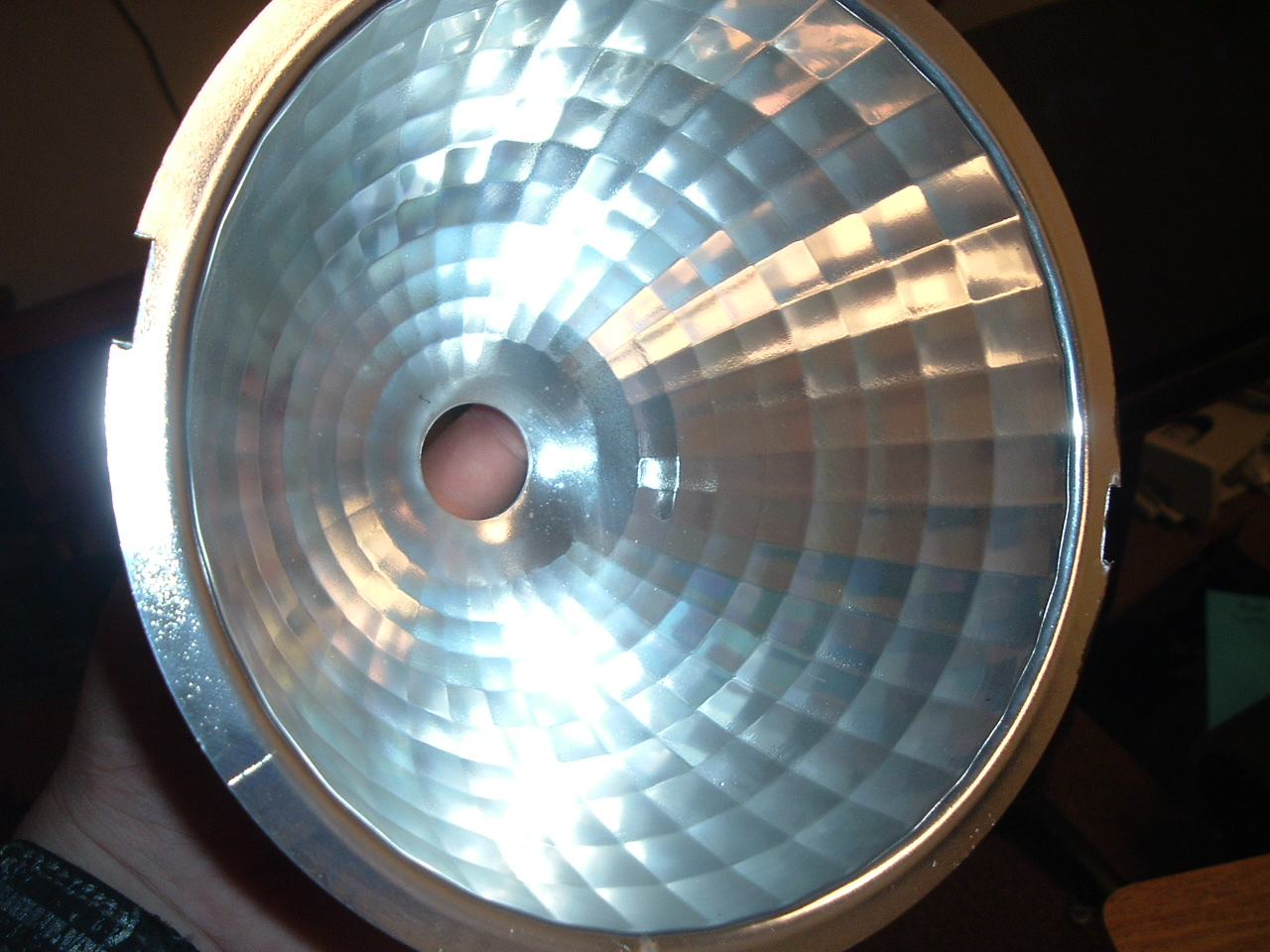
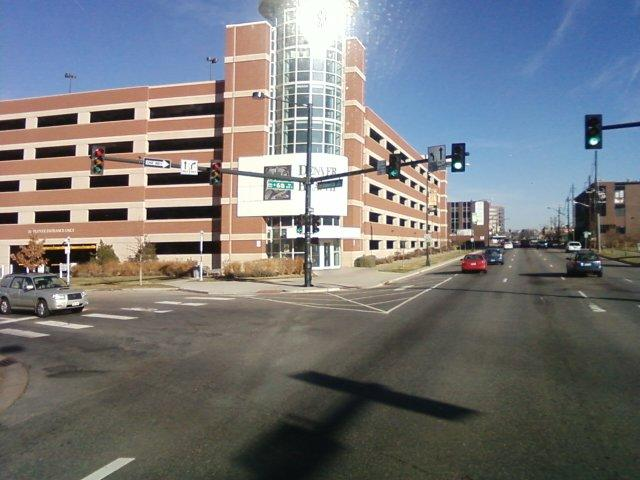
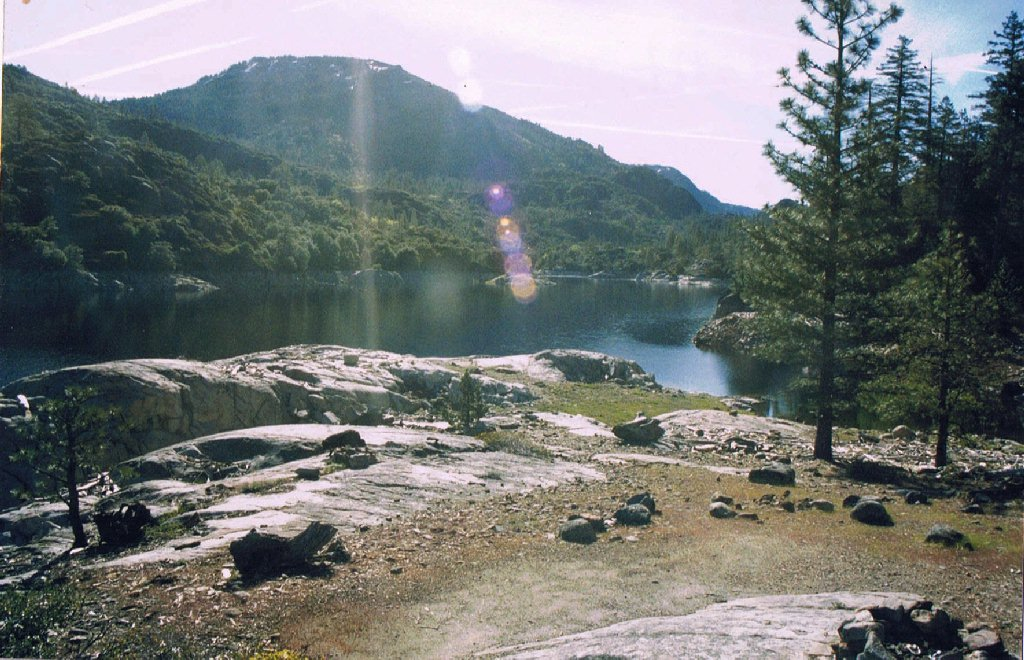
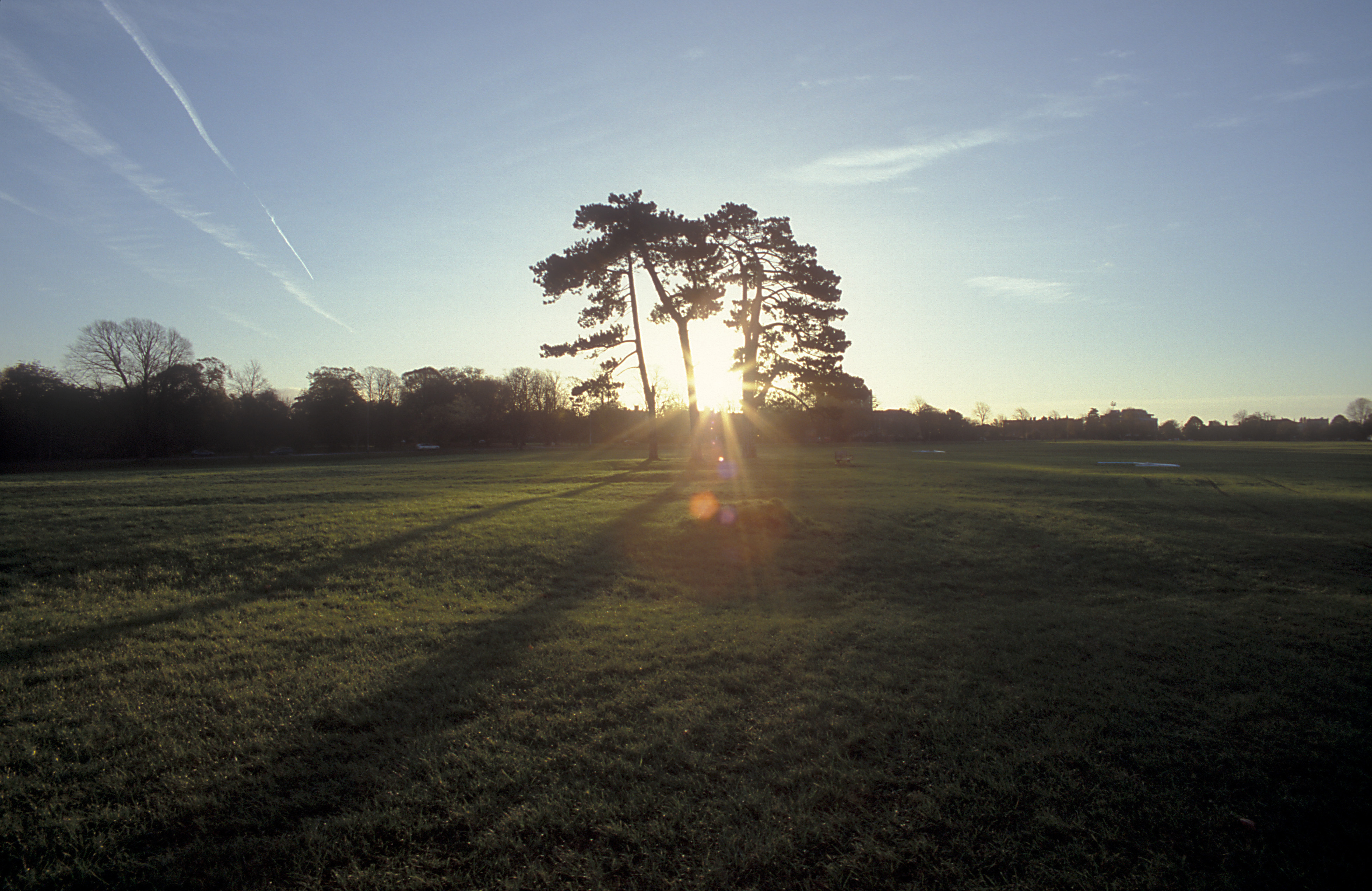
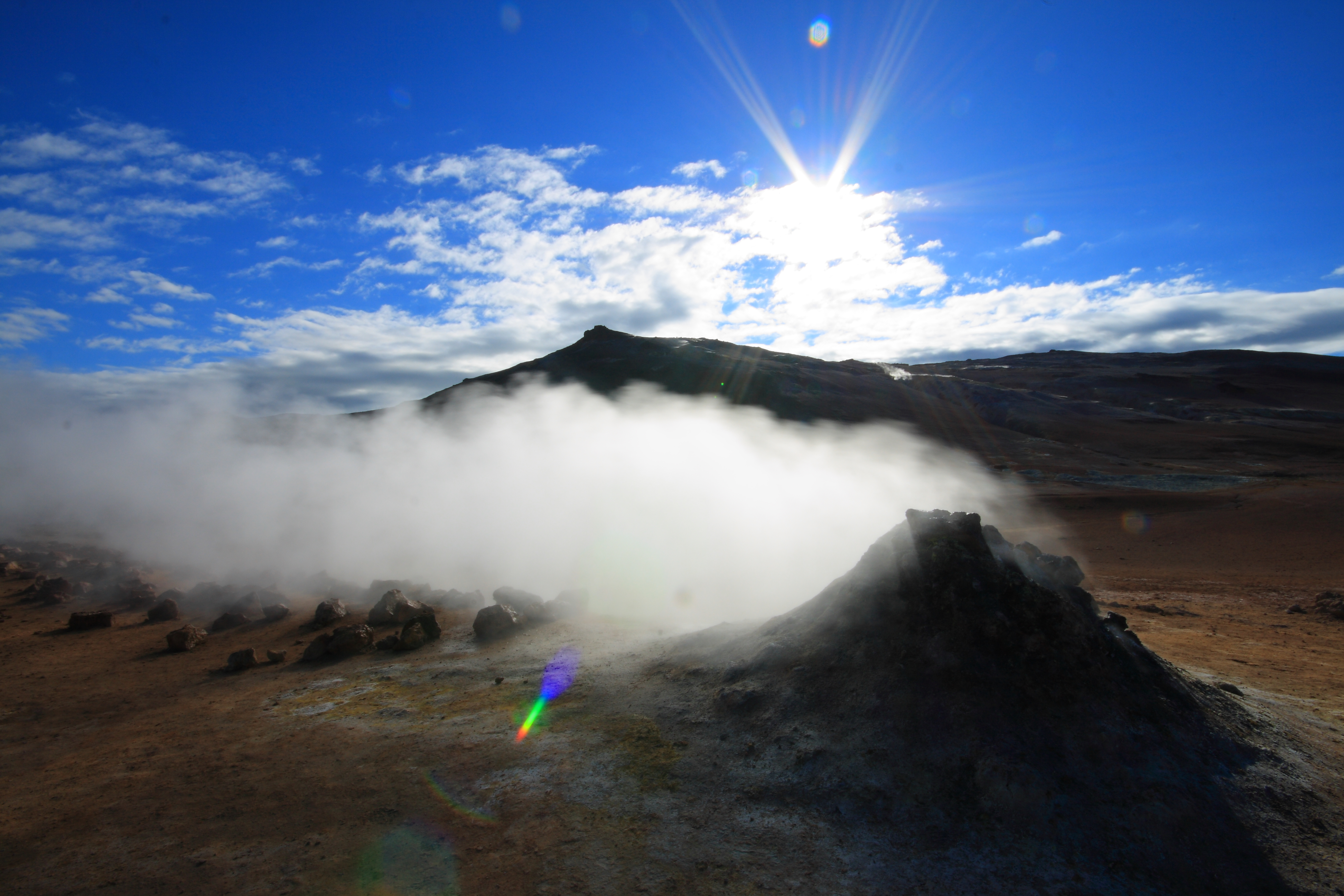
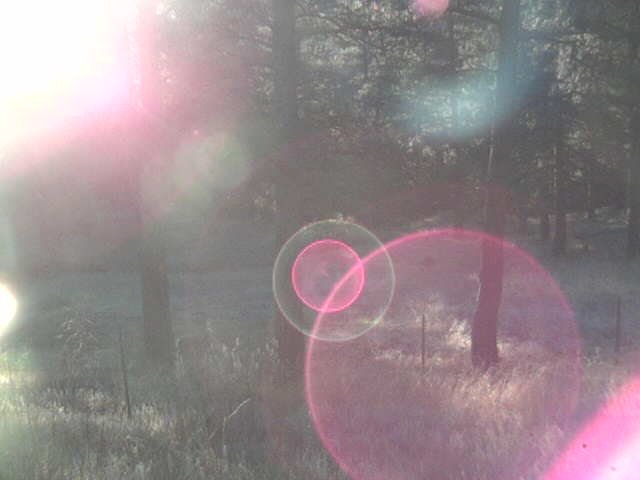
Nežádoucí odlesky („prasátka“, lens flare) vznikají v objektivu fotoaparátu